# Голокучник Робертов
Голоку́чник Ро́бертов (лат. Gymnocárpium robertiánum) — многолетний папоротник, вид рода Голокучник.

## Ботаническое описание
Растение высотой от 10 до 30 см.
Корневище ползучее.

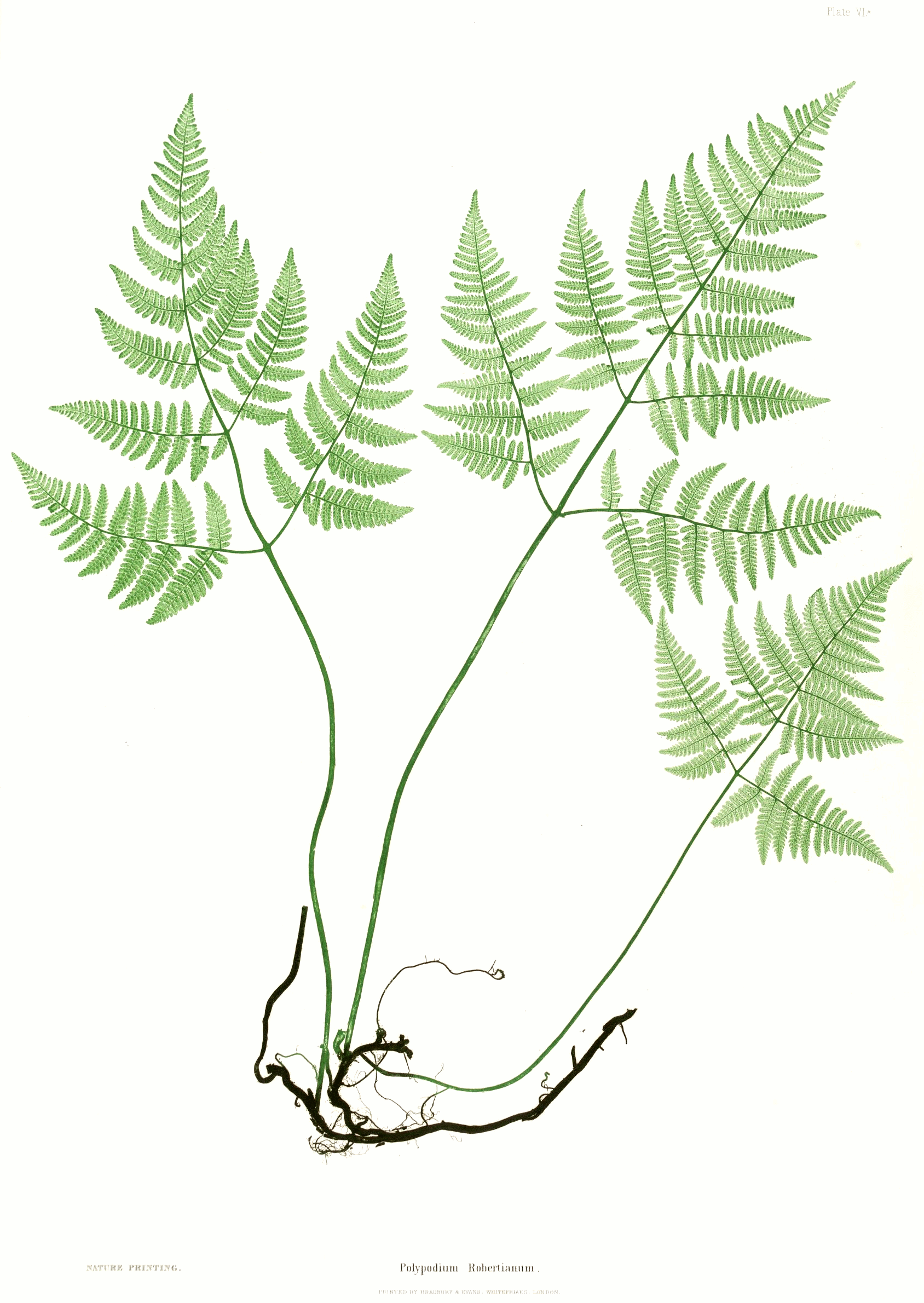
Ботаническая иллюстрация из книги Томаса Мура The ferns of Great Britain and Ireland, 1857.

Вайи одиночные тёмно-зелёные, снизу с железистым опушением, в очертании треугольные, трижды перисто-рассечённые.
Сегменты третьего порядка яйцевидные или продолговато-яйцевидные, тупые, городчатые. Конечный сегмент листа заметно крупнее боковых.
Сорусы без покрывальца. Споры в европейской части России созревают в июне — июле.
Число хромосом 2n = 160.

## Распространение и экология
Ареал — северная часть Европы, Крым и Кавказ, Северная Америка.
В России весьма редко встречается в европейской части, в лесной и лесостепной зонах, в Сибири и на Дальнем Востоке.
Растёт на известковой почве на лесистых склонах и скалах.
Известны два редких гибрида:
- Gymnocarpium × heterosporum W.H.Wagner — триплоид [Gymnocarpium robertianum × Gymnocarpium appalachianum] (найден только в одном графстве в штате Пенсильвания);
- Gymnocarpium × achriosporum Sarvela — тетраплоид [Gymnocarpium robertianum × Gymnocarpium dryopteris] (обнаружен только в Швеции и в двух местах в провинции Квебек).

Оба гибрида почти повторяют Голокучник Робертов по морфологии листа, но отличаются чёрными бесформенными спорами.